# الاحتجاجات الفلسطينية 2011–2012
حدثت سلسلة من الاحتجاجات في مناطق السلطة الوطنية الفلسطينية وقطاع غزة الذي تحكمه حماس، نظمتها مجموعات فلسطينية مختلفة في نطاق ما عُرف بالربيع العربي الأوسع عامي 2011–2012. استهدفت الاحتجاجات الحكومة الفلسطينية، فضلاً عن دعم الانتفاضات الشعبية في تونس ومصر وسوريا. المرحلة الأولى من الاحتجاجات حدثت في عام 2011 والمرحلة الثانية في عام 2012.
اعتقد البعض أن الاحتجاجات التي اندلعت في عام 2012 كانت مستوحاة أيضًا من الربيع العربي. وكان المتظاهرون يحتجون على السياسات الاقتصادية للسلطة الوطنية الفلسطينية، وارتفاع تكاليف المعيشة. في الأول من سبتمبر/أيلول 2012، رفعت السلطة الوطنية الفلسطينية أسعار الوقود، فضلاً عن رفع معدل ضريبة القيمة المضافة. وقد اندلعت مظاهرات حاشدة في كافة أنحاء الأراضي الفلسطينية، بما في ذلك رام الله، ونابلس، ومخيم بلاطة، وبيرزيت، ومخيم الجلزون، والخليل، وبيت لحم، وبيت جالا، ومخيم الدهيشة، وجنين، وأريحا، وطولكرم ودورا. تميزت احتجاجات عام 2012 بإغلاق الطرق، وحرق الإطارات، وإحراق الذات، والمظاهرات السلمية، واشتباكات إلقاء الحجارة، وإضرابات العمال.

## المرحلة الأولى

### الأهداف
وكان هدف الاحتجاجات في بداياتها هو توحيد الحزبين الحاكمين، فتح وحماس. ومن بين الأسباب الأخرى البطالة والتضخم ونقص النمو الاقتصادي.

### فبراير 2011
منعت السلطة الفلسطينية عدة تظاهرات تضامنا مع المتظاهرين في تونس ومصر. وفي 3 فبراير/شباط، فرقت الشرطة الفلسطينية مظاهرة مناهضة لمبارك في وسط مدينة رام الله، واعتقلت أربعة أشخاص، وصادرت لقطات من أحد المصورين، وتعرضت المتظاهرين للضرب على حد زعمهم. وقد سُمح بتنظيم مظاهرة أصغر حجماً مؤيدة لمبارك في نفس المنطقة، وكانت تحت حراسة الشرطة.

### أكتوبر 2011
وفي 15 أكتوبر/تشرين الأول، جرت مظاهرة مناهضة للأسد في قطاع غزة، شارك فيها 150 شخصاً، للتعبير عن التضامن مع اللاجئين الفلسطينيين في سوريا المتضررين من الاضطرابات هناك. فرقت قوات شرطة حماس المظاهرة، مدعية أنها أقيمت بدون ترخيص.

### الحصيلة
وفي الأول من فبراير/شباط 2012 أعلنت السلطة الفلسطينية أنها ستجري انتخابات بلدية في يوليو/تموز. وتوقعت بعض المصادر أن يكون هذا الإعلان بمثابة رد فعل على الاحتجاجات المناهضة للحكومة في مصر. ولكن تم تأجيل الانتخابات إلى 22 أكتوبر/تشرين الأول 2012، ثم تم تعليقها إلى أجل غير مسمى بسبب الانقسام الداخلي داخل السلطة الفلسطينية بشأن المرشحين للعديد من البلديات والمجالس، والمخاوف من أن يدعم أنصار حماس معارضي السلطة الفلسطينية.

## المرحلة الثانية

### الأسباب
وأدى ارتفاع أسعار الوقود، وانخفاض جودة المعيشة، والأزمة المالية الحالية، وعدم دفع الرواتب الشهرية لنحو 150 ألف عامل فلسطيني، إلى اندلاع الاحتجاجات. السلطة الوطنية الفلسطينية تمر حاليا بأزمة مالية. علاوة على ذلك، حذرت السلطة الوطنية الفلسطينية من انقطاعات محتملة في الكهرباء في مناطق واسعة من الضفة الغربية، مما سيؤدي إلى تصاعد التوترات الاجتماعية. وقد اتجه الجزء الأكبر من غضب المتظاهرين نحو حكومة رئيس الوزراء سلام فياض. كما تم استهداف بروتوكول العلاقات الاقتصادية لعام 1994، وهو اتفاق مؤقت يشكل جزءًا من اتفاقيات أوسلو التي تسيطر إسرائيل بموجبها على التجارة الفلسطينية وتجمع الضرائب نيابة عن السلطة الوطنية الفلسطينية. وتشير مصادر أخرى إلى مركزية بروتوكول باريس، وقد زعمت أيضًا أن هذه كانت الاحتجاجات الأولى في الضفة الغربية الفلسطينية التي لم تكن «سياسية» بحتة.
بسبب القيود الإسرائيلية على الاقتصاد الفلسطيني، تعتمد السلطة الوطنية الفلسطينية على المساعدات الأجنبية.[بحاجة لمصدر] ونتيجة للتأخير في التمويل من جانب الولايات المتحدة والعديد من الدول جامعة الدول العربية، أصبح العجز المتراكم في الميزانية يشكل أزمة مالية للسلطة الوطنية الفلسطينية. ويضيف الأستاذ والمتحدث السابق باسم السلطة الوطنية الفلسطينية غسان الخطيب أن توسع المستوطنات الإسرائيلية وما تلاه من مصادرة للأراضي الزراعية وغيرها من الموارد الطبيعية قد أدى إلى زيادة اعتماد السلطة الوطنية الفلسطينية على الأموال الأجنبية فضلاً عن «استنزاف» وسائل أخرى مثل الاقتراض من البنوك والاقتراض من القطاع الخاص.

### الخط الزمين

#### سبتمبر 2012
4 سبتمبر – اندلعت احتجاجات حاشدة شارك فيها آلاف الفلسطينيين في مدن في مختلف أنحاء الضفة الغربية احتجاجاً على ارتفاع الأسعار وارتفاع تكاليف المعيشة وطريقة تعامل سلام فياض مع الأزمة المالية وبروتوكول باريس. وأكدت عدة مجموعات متظاهرة أنها احتجاجا على الاحتلال الإسرائيلي، بالإضافة إلى الظروف الصعبة. وفي الخليل، انطلقت العشرات من مركبات النقل العام من شمال المدينة إلى جنوبها احتجاجا على ارتفاع أسعار الوقود، فيما شارك المئات في الاحتجاجات التي أقيمت في مركز المدينة. تم إحراق دمية لرئيس الوزراء فياض.
وحدثت مظاهرات أصغر حجما في رام الله وبيت لحم وجنين. وفي مدينة الدورة جنوب الضفة الغربية، أقدم خالد أبو ربيع (42 عاماً) على سكب البنزين على نفسه ودخول مبنى البلدية في محاولة واضحة لإحراق نفسه. تم إيقافه من قبل حارس الأمن.
5 سبتمبر – في رام الله، حاول رجل من غزة (توضيح) دون جدوى إشعال النار في نفسه وابنته البالغة من العمر ست سنوات والمصابة بالسرطان احتجاجًا على عدم قدرته على دفع تكاليف علاجها من السرطان وارتفاع تكاليف المعيشة. تم إيقافه من قبل الشرطة وإلقاء القبض عليه. وفي هذه الأثناء، احتج أطفال المدارس على أسعار السلع الأساسية في بيت جالا.
رداً على الاحتجاجات المتزايدة في الضفة الغربية، أعلن الرئيس الفلسطيني محمود عباس أن «الربيع الفلسطيني»، المرتبط بالربيع العربي الإقليمي، قد بدأ. واستشهد أيضًا بمثل فلسطيني يقول «الجوع خيانة»، معترفًا بأن الناس يفكرون في إطعام أسرهم باعتباره الأولوية القصوى.
6 سبتمبر – استمرار المظاهرات في مدن الضفة الغربية. وفي بيت لحم وبيت جالا وبيت ساحور، أجبر المتظاهرون، ومعظمهم من الشباب، على إغلاق العديد من الشوارع أمام حركة المرور. وتجمع المئات للتظاهر في شارع المهد. وفي جنين طالب المتظاهرون باستقالة سلام فياض، وفي طولكرم سار المتظاهرون بالحمير في لفتة إلى ارتفاع أسعار وسائل النقل التقليدية. بدأ سائقو سيارات الأجرة إضرابا جماعيا احتجاجا على ارتفاع أسعار الوقود. وأعلن فياض على إذاعة صوت فلسطين أنه «مستعد للاستقالة»، لكن استبدال المسؤولين الحكوميين لن يخفف من الأزمة المالية التي تعاني منها السلطة الوطنية الفلسطينية.
7 سبتمبر – أعلنت المبادرة الوطنية الفلسطينية دعمها للاحتجاجات ضد ارتفاع تكاليف المعيشة في الضفة الغربية، ودعت إلى «تغيير جذري» في السياسة الاقتصادية.
8 سبتمبر – أغلق العشرات من المتظاهرين عدة شوارع في طولكرم ورام الله، اليوم السبت، مع استمرار الاحتجاجات ضد ارتفاع تكاليف المعيشة في أنحاء الضفة الغربية. وأغلقت قوات الاحتلال، اليوم، طريقا رئيسيا في طولكرم بالحجارة والإطارات المشتعلة، وأغلق المتظاهرون في رام الله عدة شوارع وسط المدينة. أكد الرئيس محمود عباس أن إسرائيل وبعض الدول العربية تتحمل مسؤولية الأزمة المالية التي تعاني منها السلطة الفلسطينية. وقال إن السلطة الفلسطينية لن تسعى لوقف الاحتجاجات الشعبية طالما بقيت سلمية ولا تضر بالمصلحة العامة. ومع ذلك، أكد أن الحكومة لن تسمح بأي اعتداء على الممتلكات العامة.
9 سبتمبر – دعا المتظاهرون في رام الله الرئيس محمود عباس إلى الاستقالة يوم الأحد، مع استمرار الاحتجاجات على ارتفاع تكاليف المعيشة في الضفة الغربية. أغلق سائقو الشاحنات حركة المرور في ساحة المنارة في مدينة رام الله، تزامنا مع مسيرة في وسط المدينة ضد السياسات الاقتصادية للسلطة الفلسطينية. وقال القيادي في الاحتجاجات الشعبية ماهر عامر لوكالة معا الإخبارية إن المتظاهرين أرادوا توجيه رسالة للرئيس عباس لحثه على إلغاء بروتوكول باريس مع إسرائيل. وتطالب الاحتجاجات أيضًا بأن تلعب منظمة التحرير الفلسطينية دورًا مناسبًا في السيطرة على السلطة الفلسطينية.
10 سبتمبر – انضم سائقو سيارات الأجرة والمعلمون وأصحاب المحلات التجارية وغيرهم من العمال الفلسطينيين إلى إضراب عام. وقال رئيس نقابة النقل والمواصلات في الضفة الغربية ناصر يونس إن أكثر من 24 ألف سائق شاركوا في الإضراب، فيما أفاد مدير نقابة سائقي سيارات الأجرة في جنين أن 700 سيارة و120 حافلة انضمت إلى الإضراب. وقد تم تجميد النشاط في المدن والبلدات ومخيمات اللاجئين إلى حد كبير نتيجة لإضراب وسائل النقل العام.
وفي الخليل اندلعت مواجهات بين الشرطة والمتظاهرين الذين استهدفوا مكاتب البلدية وسيارات الإطفاء في المدينة. وفي وقت لاحق، قام عدة آلاف من المتظاهرين بإلقاء الحجارة على مركز للشرطة في المدينة. وردت الشرطة باستخدام الغاز المسيل للدموع لتفريق الاحتجاجات. وذكرت وكالة معا الإخبارية أن العشرات من المتظاهرين والشرطة أصيبوا. واتهم محافظ محافظة الخليل كمال حميد «أقلية خارجة عن القانون» بالتسبب في الاشتباكات.
واندلعت مواجهات أيضا في بيت لحم عند مفترق باب الزقاق بعد أن قام سائقو سيارات أجرة بإغلاق الطريق أمام حركة المرور. واندلعت مواجهات أخرى بالقرب من شارع الكركفة عندما رشق عدد من الأشخاص الحجارة على الشاحنات التي أغلقت الشارع كجزء من الاحتجاجات. وفي مخيم الدهيشة للاجئين في المدينة، توجه المتظاهرون إلى مقر الرئاسة المحلية للرئيس عباس، مرددين شعارات منددة به، وبرئيس الوزراء فياض، وبروتوكول باريس. ولمنع وقوع صدامات، شكل منظمو الاحتجاج سلسلة بشرية للفصل بينهم وبين قوات الأمن. واندلعت احتجاجات في مدينة بيت جالا المجاورة مطالبة باستقالة فياض. وحث المنظمون المشاركين على الامتناع عن إتلاف الممتلكات العامة.
وفي رام الله أحرق المتظاهرون الإطارات وحاويات القمامة وأغلقوا عددا من الطرق الرئيسية في المدينة. انضم سائقو سيارات الأجرة إلى المتظاهرين الذين هتفوا «ارحل، ارحل»، وهو شعار شائع سمع في جميع أنحاء الربيع العربي. وشهدت قرى بير زيت ومخيم الجلزون المجاورة احتجاجات أيضا.
تم إغلاق الطرق في مدينة جنين الشمالية، مما أعاق التجارة في المدينة. وفي حادث منفصل، أصيب عدد من أفراد الشرطة الفلسطينية عندما رشق متظاهرون مركزا للشرطة في نابلس بالحجارة والزجاجات. كما تم إغلاق حركة المرور في بعض شوارع المدينة. وأفاد مسؤولون فلسطينيون أن عدد المتظاهرين بلغ ما بين 100 و200 شخص. في مخيم بلاطة المجاور حيث قام المتظاهرون بإغلاق الطريق الرئيسي للمخيم. وأفادت التقارير بوقوع احتجاجات أخرى في طولكرم وأريحا.
وصرحت المتحدثة باسم السلطة الوطنية الفلسطينية نور عودة بأن السلطات ستحمي حقوق المتظاهرين وتضمن سلامتهم، إلا أنها أضافت أن الحكومة ستحمل المخالفين للقانون المسؤولية.
11 سبتمبر – خطط طلاب الكليات والمدارس الثانوية للانضمام إلى الإضراب العام.
26 سبتمبر/أيلول – احتج نحو 500 فلسطيني في مخيم البريج للاجئين في قطاع غزة، حيث تعد المظاهرات ضد حكومة حماس نادرة. وبدأت الأحداث في أعقاب وفاة أحد السكان نتيجة حريق أثناء انقطاع التيار الكهربائي، وهو أمر شائع في قطاع غزة بسبب نقص الوقود. ودعا المتظاهرون إلى إسقاط إدارة حماس التي اتهموها بعدم الكفاءة، كما ألقوا باللوم على الحكومة المنافسة في الضفة الغربية برئاسة فياض وعباس. ألقى المتحدث باسم حماس طاهر النونو باللوم على مصر في أزمة الوقود والمجتمع الدولي في السماح باستمرار الحصار على قطاع غزة.

#### أكتوبر 2015
2 أكتوبر – تظاهر نحو 200 شخص في مدينة رام الله بالضفة الغربية للمطالبة باستقالة الرئيس الفلسطيني محمود عباس. وخرج المشاركون في المسيرة من ساحة المنارة المركزية باتجاه مقر الرئاسة وهم يلوحون بالأعلام ويهتفون «ارحل يا أبو مازن». وقد تم منعهم من قبل الشرطة وكانت هناك بعض المناوشات قبل أن يتفرق المتظاهرون. وقد تم الدعوة إلى المسيرة للتنديد باعتقال أنصار حركة حماس الإسلامية في الضفة الغربية التي يسيطر عليها حزب فتح الذي يتزعمه عباس، واعتقال مؤيدي فتح في قطاع غزة الذي تسيطر عليه حماس.

### الحصيلة
في 14 فبراير/شباط 2013، وفي خضم الدعوات العربية للإصلاح، قدم رئيس وزراء السلطة الفلسطينية سلام فياض استقالته مع استقالة حكومته إلى الرئيس محمود عباس. وبعد التشاور مع الفصائل والمؤسسات ومنظمات المجتمع المدني الأخرى، طلب منه عباس تشكيل حكومة جديدة. وكان فياض وأعضاء حركة فتح التي يتزعمها عباس قد طالبوا منذ فترة طويلة بإجراء التعديل الوزاري.